# Thanos
Thanos é um supervilão fictício das histórias em quadrinhos publicadas pela editora norte-americana Marvel Comics inspirado em Thanatos. Com primeira aparição na edição The Invincible Iron Man #55 (fevereiro de 1973) e foi criado pelo escritor-artista Jim Starlin, com visual inspirado em Darkseid. Desde então, Thanos tem sido destaque em mais de quatro décadas de continuidade do Universo Marvel e em uma série de histórias em quadrinhos auto-intitulada. O personagem é descrito geralmente como um Titã louco, já que, apesar de ser poderoso, ele era rejeitado pelos outros por causa de sua aparência e ambição.
Thanos apareceu em alguns filmes do Universo Cinematográfico Marvel, inicialmente com uma participação especial durante as cenas pós-créditos de Os Vingadores (2012). Josh Brolin interpreta o personagem em Guardiões da Galaxia (2014) e em Vingadores: Era de Ultron (2015); e é o antagonista principal nos filmes Vingadores: Guerra Infinita (2018) e Vingadores: Ultimato (2019).

## Biografia ficcional

### Criação
Thanos foi criado pelo escritor norte-americano James Patrick "Jim" Starlin, que admitiu ter-se inspirado no visual de Darkseid, um vilão similar da também (rival) editora norte-americana DC Comics.

### Origem
A lua Titã era governada por Mentor (A'Lars), quando então reinava paz e tecnologia. Mentor tinha dois filhos: Eros e Thanos. O primeiro tinha o poder de estimular os centros de prazer de seres vivos sencientes. O outro, entretanto, era bem mais poderoso e almejava ainda mais.
Assim, Thanos se voltou contra seu pai e contra o reino, forçando Mentor a procurar seu pai, Kronos. Kronos criou Drax, o Destruidor, para que ele eliminasse Thanos. Mas o Destruidor falhou e se rendeu a Thanos de modo que este conseguiu conquistar o trono de Titã. Em seguida, partiu pela Via Láctea, com o intuito de apoderar-se do Cubo Cósmico, um objeto que satisfaz quaisquer desejos de seu possuidor. Amando a Senhora Morte mais do que todas as coisas, o vilão planejava destruir o Universo (genocídio universal).

### Adam Warlock
Enquanto a primeira batalha de Thanos era travada, um outro ser seguiria sua vida. Anos antes, cientistas do Enclave (também conhecidos por Colméia, inimigos do Quarteto Fantástico) e que almejavam a dominação do planeta através da criação de uma raça de humanos supremos, conseguiram criar um ser de incrível poder. No entanto, o ser criado se descontrolou e destruiu seus criadores que considerava maus, se fechando logo em seguida num casulo. Sem nome, ele se auto denominaria de "Ele", ao ressurgir do casulo e confrontar Thor. Derrotado pelo Deus do Trovão, voltou para o casulo e partiu da Terra, em seguida, sendo encontrado pelo Alto Evolucionário. Este estava construindo um novo mundo, o qual batizara de Contra-Terra. Essa nova Terra, do outro lado do Sol, deveria ser um mundo erradicado do mal e do ódio. Entretanto, o homem-deus havia criado anos antes um ser que se tornaria totalmente perverso, o chamado Homem-Fera. Este interveio na criação da Contra-Terra, fazendo penetrar a maldade nos corações humanos e assim, toda a história da humanidade se repetiu em algumas horas. Assistindo a tudo, "Ele" se aliou ao Alto Evolucionário e investiria contra o Homem-Fera. Este fugiria para a Contra-Terra e "Ele" iria em seu encalço, batizado agora pelo nome de Adam Warlock. Este com a joia espiritual dada pelo alto Evolucionário, perseguiu seu inimigo até encontrá-lo e, aparentemente derrotá-lo. Todavia, o Homem-Fera conseguiria se tornar presidente dos Estados Unidos da Contra-Terra, dominando toda uma nação.
O Hulk, por acidente, acabaria indo parar na Contra-Terra e auxiliaria Warlock no confronto final com o vilão, quando o Homem-Fera seria reduzido à simples forma de lobo.

### Magus
Antes disso, Adam partiria para o espaço, onde viveria algumas aventuras, até se deparar com o maior desafio de sua vida, o vilão chamado Magus. Ele era, na verdade, a contraparte maligna de Warlock, o seu "eu" do futuro. Todavia, apesar de Magus ser um tirano que conquistara diversos mundos, ele ainda era um campeão da vida. Sendo assim, ele não tardaria a se defrontar com o campeão da morte, Thanos o Titã!
Thanos e Warlock se uniram para enfrentar Magus, juntamente com Pip o Troll, e Gamora, serva de Thanos e considerada a mulher mais perigosa do Universo. Juntos, eles conseguiram destruir a linha temporal que transformaria Warlock em Magus e o vilão desapareceu.

### As Joias do Infinito
Em seguida, Thanos começou a tramar seu novo plano: partiu em busca das seis Joias do Infinito, a fim de provocar um genocídio estelar e assim, reconquistar o seu amor, a Senhora Morte, que o rejeitara após sua primeira derrota. Gamora, ao descobrir os planos de seu mestre, investiu contra ele e acabou morta. Warlock a encontrou e recolheu seu espírito para sua Joia do Infinito e em seguida foi ao encontro de Pip, que também já estava morto pelas mãos do tirano. Adam fez o mesmo com a alma do Troll e partiu para a Terra para alertar os heróis.
Assim, novamente os Vingadores, a Serpente da Lua e o Capitão Marvel se uniram, junto a Warlock, para deter Thanos. O Titã já estava com as joias, exceto a de Warlock, e conseguiu construir uma gema gigante, com o poder de dizimar as estrelas. Após confrontar o vilão, Warlock acabou morto e os Vingadores, aprisionados. O "eu" de Warlock que acabara de derrotar Magus surgiu nesse momento, para recolher sua alma derrotada por Thanos para a joia do Infinito. Em seguida, ele volta no tempo para reiniciar o ciclo.
Mesmo aprisionada, a Serpente da Lua consegue enviar um chamado telepático para o Homem-Aranha, que se alia ao Coisa e ambos vão atrás de seus companheiros. O Aranha consegue libertá-los, mas os heróis ainda não são páreos para o confronto que se segue.
Enquanto isso, Mestre Caos e Lorde Ordem, duas entidades cósmicas que monitoravam a batalha, induzem o Homem-Aranha a libertar Warlock da joia espiritual, para que ele executasse uma última missão. O Aranha consegue libertar Adam e esse confronta Thanos definitivamente, o transformando numa estátua de pedra e partindo em seguida. Feito isso, Adam Warlock é enterrado e os heróis se vêem livres de Thanos por um bom tempo.

### Desafio infinito
Anos mais tarde, Thanos retornaria. Como ele amava a Senhora Morte, ela decidiu ressuscitá-lo, com a condição de que ele exterminasse metade da população do Universo. Desta vez, o Titã estava decidido a não falhar. Por isso, convenceu o seu amor a permitir que ele fosse novamente em busca das seis joias espirituais, agora rebatizadas de Joias do Infinito. Cada uma delas controlava algo essencial no Universo: o espaço, o tempo, a mente, o poder, alma e a realidade.
Thanos partiu em sua caçada e foi vitorioso. Forjando então a Manopla do Infinito, ele uniu as seis joias, se tornando novamente um deus, onipotente, onipresente e onisciente. Isso ativou a cobiça de Mefisto, pai dos demônios e encarnação do mal, que forjou uma aliança com Thanos na esperança de tomar a manopla para si. Entrando em conflito direto com o Surfista Prateado e Drax, o Destruidor, Thanos acabou por enviar as almas de ambos à joia espiritual, onde encontraram Warlock e seus seguidores.
Desta forma, Adam ficou sabendo da volta de Thanos e teve de voltar à vida. Rapidamente, os heróis da Terra reuniram-se para engendrar um plano que pudesse deter o vilão insano. Mas nem todas as alianças do Universo poderiam impedir Thanos de realizar o desejo de sua amada: num estalar de dedos, o Titã consegue realmente exterminar metade da população do Universo!
Assim inicia-se o Desafio Infinito, uma corrida desesperada para deter o deus louco, que reunia em sua fortaleza o seu irmão Eros, também conhecido por Starfox, e sua neta, Nebulosa, presa na forma de uma morta-viva. Thanos gargalhava ao manter o irmão preso e a neta na forma torturante, enquanto tentava agradar sua amada Morte. Logo, as dezenas de heróis da Terra entraram em confronto direto com o vilão, que poderia dizimar a todos com um reles pensamento, mas preferiu se divertir. Liderados por Warlock, eles deram tudo de si, sem muito poder fazer. Sem saída só restou a participação das entidades cósmicas Mestre Caos e Lorde Ordem, Eternidade e Infinito, Galactus e o Vigia, as encarnações do Amor e do Ódio (seres abstratos, a personificação do amor e do ódio) e outros! Mas em vão um, a um, foram derrotados pelo titã.
Mas Thanos já era imortal mesmo com todo o seu poder. Ele tinha os poderes de um deus, mas não sabia agir como tal. Logo, acabaria cometendo um erro estúpido e aí fracassaria. E isso ocorreu no instante em que ele deixou seu corpo para novamente fundir sua essência à do Universo. Enlouquecido, o vilão não percebeu que a fonte do poder ainda estava em seu corpo, deixada à mercê de sua neta. Sem perder essa chance, Nebulosa agarrou a Manopla do Infinito e restaurou-se. O Titã instantaneamente voltou ao seu corpo, iniciando outro conflito.
Nebulosa aprisionou seu avô e desejou que "com a exceção da minha posse sobre a manopla" que tudo volte a ser como 24 horas antes. As pessoas que Thanos havia dizimado foram revividas. No entanto, Nebulosa cometeu um grave erro: como tudo voltou a ser como era 24 horas antes, ela voltou a sua forma de morta-viva e perdeu a manopla. Com isso, o conflito mais uma vez se reiniciou... Do conflito que se seguiu, Warlock se apoderou da Manopla do Infinito e jurou usá-la com sabedoria. Mais tarde Warlock mostrou que Thanos aparentemente tem um ponto fraco bem peculiar. Quando teve em mãos o Cubo Cósmico, em vez de matar o Capitão de imediato, preferiu envelhecê-lo, o que deu tempo ao herói, mesmo estando velho, de despedaçar o Cubo, derrotando-o e que recentemente após tomar o lugar de Eternidade e deixar seu corpo desprotegido, Thanos testemunhou Nebulosa tomar-lhe a Manopla do Infinito, de modo que por essas razões, se fazem verdadeiras as palavras de Warlock, de que Thanos se deixou derrotar porque no fundo, não merece e nunca merecerá os grandes poderes que obteve.
Assim, Thanos, após três derrotas, aposentou-se. Entretanto, uma nova ameaça surgiria tempos depois…

### Guerra infinita
Warlock, em sua onipotência, expeliu de seu ser todo o bem e todo o mal, para que nenhuma destas facetas nublasse suas decisões. Assim sendo, a parte má de Adam deu novamente origem a Magus, que agora retornaria ainda mais maquiavélico que outrora.
Desta vez, o vilão criou uma contraparte para cada herói, iniciando a Guerra Infinita: uma epopéia que fez Thanos ressurgir e se aliar a Warlock e sua Guarda do Infinito.
Privado pelo Tribunal Vivo de ser o único detentor das joias do infinito, Warlock distribuiu-as aos seus amigos: Drax ficou com a joia do poder; Gamora, com a do tempo; Pip, com a do espaço; a Serpente da Lua, com a da mente e ele, com a sua joia da alma. A joia da realidade ficou com um guardião secreto. Agora, no entanto, as joias não mais poderiam agir em uníssono.
Novamente unidos, a Guarda do Infinito, os heróis e Thanos partiram contra Magus. Acreditando que o único meio de deter o vilão seria usar o poder da Manopla do Infinito, Galactus partiu com Gamora para pedir ao Tribunal Vivo que reconsiderasse sua decisão. O Tribunal afirmou que a decisão não era dele, mas sim do Eternidade, que agora encontrava-se catatônico.
Enquanto isso, a batalha era travada e a Manopla do Infinito era novamente forjada, aguardando a decisão de Eternidade para que elas pudessem funcionar em uníssono. O Doutor Destino e Kang, o Conquistador uniram forças para confrontar Magus e quase conseguiram derrotá-lo. Quase.
Galactus, com a ajuda de Gamora, consegue tirar Eternidade de seu estado e este permite que as joias funcionem em uníssono, no exato momento em que Magus iria entregar a Manopla ao Dr. Destino. Dotado do poder do infinito, Magus virou o jogo, o que parecia ser a perdição do Universo. Entretanto, a joia da realidade que se encontrava na Manopla era falsa, o que permitiu a Warlock seu trunfo. Magus, em sua percepção alterada da realidade, acabou derrotado por Warlock e aprisionado na joia da alma.

### Cruzada infinita
Depois da última saga em que confrontou a parte má de Warlock, o que aconteceria quando os heróis se deparassem com a parte boa? Assim, logo surgiu a Deusa, com planos de pacificação universal. Foi iniciada a saga Cruzada Infinita. Reunindo todos os cubos cósmicos do Universo, a contraparte benéfica de Warlock conseguiu criar o Ovo Cósmico, com o qual reuniu diversos heróis que a seguiram. Diversos, mas não todos. Desta forma, formaram-se duas facções de heróis que não tardariam a se confrontar.
Depois dos confrontos entre os heróis, a Deusa teria a ilusão de ter tido sucesso em seu plano, mas Thanos a confrontaria diretamente, enviando-a ao plano astral, onde ela se defrontaria com Warlock, também em sua forma astral. Na batalha que se seguiu, Warlock conseguiu aprisionar também a Deusa na joia da alma, encerrando-se o conflito.

### Abismo infinito
Desistindo de tornar-se senhor do Universo ou de destruí-lo, Thanos passa a dedicar-se à pesquisa científica e em certo momento, cria duplicatas dele mesmo. Clones, por assim dizer, mas unidos ao DNA de outras entidades universais. Estas cópias acabam libertando-se do domínio de seu mestre e, sendo adeptas da fase niilista do Titã, acabam causando sérios problemas à realidade.
Na saga intitulada Abismo Infinito, Thanos volta a se aliar aos heróis e Adam Warlock acaba conhecendo Atlez, a entidade responsável por ancorar a realidade e impedir que ela caia no Abismo Infinito. Estando às portas da morte, Atlez pede que Warlock lhe traga a sua herdeira, Atleza, para que esta assuma o seu lugar. Enquanto Warlock executa essa tarefa, os heróis confrontam e derrotam as contrapartes de Thanos, até terem de se virar com a última delas e mais poderosa: aquela oriunda do DNA de Galactus.
Sob liderança do titã, os heróis novamente conseguem a vitória, mas a paz dura pouco. Akhenaton, um antigo faraó egípcio que fora abduzido por alienígenas e tornado-se onipotente, agora ressurge para reclamar seu poder sobre a Terra.
Durante Universo Marvel: O Fim¸ as estranhas alianças são novamente forjadas para deter um deus enlouquecido e Thanos encontra o Coração do Universo, um emaranhado de energias cósmicas que fica na nave das estranhas criaturas que concederam os poderes a Akhenaton. Mergulhando no Coração, Thanos recebe o Poder de Deus e consegue derrotar o faraó e reverter seus estragos. Contudo, descobre que o Universo ruma para o fim, graças a uma manobra arquitetada por seu predecessor como Deus. Sacrificando-se por um bem maior, Thanos acaba destruindo a Realidade e recriando-a logo em seguida.

### A Redenção de Thanos
Mas Thanos não permaneceria morto por muito tempo, é claro. Depois de reconstituir-se, ele agora passava a ponderar sobre sua vida. Thanos tornara-se onipotente e onisciente, o que mudou a sua filosofia de vida. A partir daí, o titã partiu em busca de redenção e seu primeiro passo foi visitar o sistema de planetas de Rigel, a quem ele havia causado enorme sofrimento anos antes.
A fim de compensar tais atos, o titã enfrentou o próprio Galactus, que estava prestes a consumir um dos planetas de Rigel. Thanos não conseguiu detê-lo, mas descobriu que o Devorador de Mundos estava engendrando um plano para livrar-se de sua fome voraz, para sempre. Contudo, o que Galactus não sabia é que estava sendo manipulado por uma entidade de outra dimensão, a chamada Fome. Inadvertidamente, Galactus acabou libertando Fome e forçando Thanos a uma manobra arriscada para novamente, salvar o universo. O titã tem sucesso ao fazer dois mundos colidirem entre Fome, aparentemente exterminando-a.
Depois de fazer as pazes com Galactus, Thanos prossegue em sua jornada interminável em busca de redenção.

### Saga Aniquilação
Recentemente na série Aniquilação publicada nos Estados Unidos, Thanos é assassinado por Drax o Destruidor. Há várias suposições sobre sua morte, a mais aceita é que momentos antes, Drax adquiriu uma aura de cor verde que fez com que ele matasse Thanos, porém isso não foi esclarecido. Mas na cena da morte de Thanos, ele é distraído por uma visão da Morte e é isso que faz com que o semi-deus seja morto por Drax, que o golpeia nas costas, acabando por lhe romper o peito e arrancar o coração… A sua última frase ao vêr a Morte e ser assassinado é: "interessante…" No fim da saga Aniquilação, Thanos e a Morte aparecem juntos como um casal. Thanos enverga um manto negro tal como a Morte e uma forma branca e etérea como ela… Na parte final da saga ambos testemunham o confronto final entre Nova e o Aniquilador… Aparentemente o titã encontrou a redenção nos braços da sua amada…

### Imperativo Thanos
Houve uma ruptura no tecido da realidade e isso fez com que os seres liderados por Mar-Vell do universo paralelo conhecido como Cancerverso, uma realidade onde a Morte não existe, tentassem invadir a realidade 616. Os Guardiões da Galáxia com o cubo cósmico ressuscitam o titã, pois só ele poderia trazer a morte àquele lugar.
Thanos surpreende todos quando imediatamente oferece rendição, e assim ele se prepara para ser sacrificado. Mas era apenas um plano arquitetado por ele, pois com seu sacrifício ele traz a morte para aquele lugar causando um colapso do mesmo.
Mas mesmo depois de tudo, mais uma vez a morte rejeita ele, deixando o titã furioso prometento destruir todo o universo. Depois de teleportar os guardiões de volta, Peter Quill e Nova seguram Thanos dentro do universo em colapso para acabar de vez com sua ameaça. Depois do sacrifício do Nova, Starlord voltou para a realidade 616 assim como o titã por meios desconhecidos.

### O Fim da Morte
Thanos, em um esforço para manter Deadpool longe de sua amada Morte, o amaldiçoou à imortalidade. No entanto, a personificação da morte também tinha sido sequestrada, o que significa que mais nada no universo poderia morrer também. Quando Deadpool, acreditando que Thanos era responsável, foi tentar derrotá-lo, mas o titã anulou a sua maldição, transformando Deadpool na única criatura mortal no universo, matando-o.
No entanto, ao perceber que a morte só iria falar com Wade, Thanos o ressuscitou ao fim de salvá-lo.

### Infinito (2013)
Despertado pelas joias do infinito nas mão dos Illuminatis, Thanos chamou generais chamados de Ordem Negra (Corvus Glaive, Fauce de Ébano, Supergigante, Próxima Meia-noite, Anão negro) para invadir a Terra sem Vingadores (chamados para lidar com os construtores no espaço). Primeiro ele arrasaria planetas que se recusassem à pagar um pequeno tributo: A morte de todos os jovens entre 16 e 22 anos. Mas ele escondia seu verdadeiro objetivo, matar seu filho inumano, Thane.
Após os Inumanos negarem pagar o tributo ao titã, Thanos visitou Raio Negro na evacuada cidade de Attilan. Raio Negro entrou em confronto e com um grito acionou as bombas terrígenas atingindo toda a Terra. Attilan foi destruída, mas Thanos saiu ileso.
Namor depois de ver seu reino arrasado pelo Pantera Negra, disse para Próxima Meia-Noite que as Joias do Infinito se encontram em Wakanda. Thanos junto de seu exército invade Wakanda e encontra lá Cisne Negro e Terrax presos mas ele os mantém lá. Boca de Ébano comunica Thanos que achou seu filho. Depois de um confronto dos Vingadores com Thanos, Ébano trai ele e liberta Thane para aceitar seu destino (ser melhor que Thanos na sua busca pela aniquilação) ou morrer. Thane usa seus poderes e coloca Thanos num âmbar de morte em vida.

### Cabala
Corvus que havia se regenerado dentro do âmbar, Próxima Meia-Noite e Thanos foram libertados por Namor (que se separou dos Illuminatis) e assim foi formado a Cabala. Começava assim uma batalha entre os Illuminatis (buscando a salvação do universo), a Cabala (que massacrava outras dimensões para salvar o universo) e os Vingadores (buscando a solução para salvar todos os universos além do 616). O que ocorria na verdade, é que um evento fez com que todos os universos colidissem um com os outros (tendo como ponto central a Terra). Os Illuminatis e a Cabala acreditavam que se destruissem todos os outros universos, iam salvar o 616.

### O Tempo se Esgota
A Cabala conseguiu o apoio do governo e das pessoas sendo permitida assim tomar Wakanda, enquanto os Illuminatis eram perseguidos pelos Vingadores. A Cabala protegia o universo mas também sentiam prazer em massacrar estas outras dimensões. Namor agora se sentia enojado com os métodos da Cabala. Namor disposto a se redimir, concebeu um plano com os Illuminatis de destruir a Cabala. Uma nova incursão estava no horizonte, no qual o outro mundo havia sido devastada pela Sidera Maris. Namor levaria a Cabala a ele, ativaria um injetor anti-matéria, e deixaria eles morrerem com a outra Terra, impedindo-os de fugir com o uso de uma plataforma da IMA capaz de criar uma barreira impenetrável entre as duas Terras colidindo. No entanto foi traído pelo Pantera Negra e Raio Negro, que o empurrou para a Terra a ser destruída. Namor mentiu sobre sua intenções para a Cabala, e assim eles foram para um outro universo em incursão. O outro universo era o Ultimate, onde a Cabala se aliou ao Criador (Reed Richards Ultimate). Haviam agora apenas dois universos, o 616 e o Ultimate.
Uma grande batalha ocorreu entre os heróis 616 e os do outro universo, mas nenhum conseguiu sair vitorioso. Thanos, a Cabala (Maximus, Cisne Negro, Corvus, Namor, Meia-Noite, e Terrax), o Criador agora procuram um jeito de se salvar do fim. Maximus cria um "bote salva-vidas" que salvaria eles do fim de tudo.

### Guerras Secretas (2015)
Depois de meses, a cabala finalmente consegue sair do bote, e encontra imediatamente um novo mundo, o Mundo de Batalha, em que Doom era o rei. O mundo era repartido com pedaços de várias realidades, e cada um desses domínios eram comandados por barões escolhidos. Thanos e a Cabala se aliam aos Illuminatis restantes para roubar a fonte do poder de deus de Doom. Enquanto T'Challa buscava uma manopla do infinito deixada pelo Dr Estranho. O Criador e Reed Richards (1610 e 616) procuravam a fonte, Thanos arquitetou um plano para que uma muralha que protegia o mundo de zumbis, ultrons e a onda da aniquilação saísse. Na batalha final entre o Profeta (Maximus), a Capitã Marvel aliada do barão Sinistro e sua força de clones, e um grupo de Thors enfrentando os Hulks do barão Maestro e Apocalipse e Holocausto, aparece o Titã pela muralha com um exército de ultrons. Ele imediatamente zomba, dizendo que Doom não era merecedor de tal poder. Doom mata o titã com apenas um golpe.

### Motoqueiro Fantasma cósmico
Frank Castle (motoqueiro fantasma cósmico) decide voltar para a época do nascimento de Thanos para matar o Titã.
Contudo, ao ver que o Titã não passa de um bebê, ele não consegue mata-lo e, por isso, decide adotá-lo e vai tentar evitar que o Titã vire um assassino da sua maneira.
Frank Castle, ligado ao Espírito da Vingança tenta ensinar o bebê Thanos que existem coisas mais importantes na vida do que o ciclo eterno de assassinato e destruição. O problema é a maneira como ele ensina essa lição: demonstrando exatamente tal assassinato e destruição. O estilo pedagógico de Castle pode ser descrito como “faça o que eu digo, não faça o que eu faço”.
Confrontando Thanos adulto, Frank Castle percebe que seus ensinamentos criaram uma versão do Titã tão ruim quanto aquela que ele esperava impedir a existência. Para resolver esse problema, Castle decide obliterar Thanos adulto na frente de sua versão mais jovem.
Com isso, Castle acaba ensinando uma das piores lições para o jovem Thanos: assassinato é a resposta para todos os problemas.

## Poderes e habilidades
Thanos é um membro mutante da raça dos super-humanos conhecidos como os Eternos Titânicos. O personagem possui habilidades comuns aos Eternos, mas ampliado em maior grau através de uma combinação de sua herança eterna mutante, amplificação biônica, misticismo e poder conferido pela entidade abstrata, Morte. Demonstrando enorme força sobre-humana, velocidade, resistência, imortalidade e invulnerabilidade entre outras qualidades, Thanos pode absorver e projetar grandes quantidades de energia cósmica, e é capaz de telecinese e telepatia. Ele pode manipular matéria e viver indefinidamente sem comida, ar ou água, não pode morrer de velhice, é imune a todas as doenças terrestres e tem alta resistência a ataques psíquicos. Thanos também é um combatente mano-a-mano, tendo sido treinado na arte da guerra em Titã. Thanos provou ser capaz de lutar brevemente contra Odin, e de detonar Galactus. Thanos é um supergenius em praticamente todos os campos conhecidos da ciência avançada e criou uma tecnologia que excede em muito a que é encontrada na Terra contemporânea. Ele freqüentemente emprega uma cadeira de transporte capaz de voar no espaço, projetar campos de força, teletransportar, viajar no tempo e se movimentar através de universos alternativos. Thanos também é um estrategista mestre e usa vários navios espaciais, pelo menos três sob o nome "Santuário", como base de operações.

## Em outras mídias

### Desenhos Animados
- Thanos aparece pela primeira vez fora dos quadrinhos na série animada Surfista Prateado, com a voz de Gary Krawford.[5] Para amenizar o conteúdo relacionado à morte, Thanos é retratado como um adorador de uma personificação feminina do caos (referida como Lady Chaos), em vez da personagem Morte. Thanos conversa com uma estátua da Lady Chaos em sua nave.
- Thanos é um dos vilões principais na 2° temporada de Esquadrão de Heróis, dublado por Jim Cummings.[5]
- Thanos também aparece em Vingadores Unidos, dublado por Isaac C. Singleton Jr.[5] Ele é destaque no episódio "O Arsenal" onde está em busca da Joia do poder. Ele apareceu no final da primeira temporada da série, onde é revelado que ele é o chefão do Caveira Vermelha. Thanos reapareceu como o principal antagonista da primeira metade da segunda temporada, e nos últimos episódios da temporada.
- Thanos reaparece na série animada de 2015, Guardiões da Galáxia, novamente dublado por Singleton, Jr., como o principal antagonista da primeira temporada da série, ele ainda mantem a sua influência na segunda temporada.

### Filmes

#### Universo Cinematográfico Marvel

Josh Brolin como Thanos.

Damion Poitier foi o primeiro ator a interpretar Thanos na cena pós-créditos de Os Vingadores, (creditado como Man #1). A partir do ano de 2014, Josh Brolin passou a interpretar o personagem nos filmes do Universo Cinematográfico Marvel.
- Brolin aparece como Thanos pela primeira vez em Guardiões da Galáxia (2014),[6] onde é apresentado como pai adotivo de Gamora e Nebulosa, ele tenta obter o Orbe através de Ronan, o Acusador; porém é traído pelo mesmo por motivos pessoais.
- Thanos reaparece na cena pós-créditos de Vingadores: Era de Ultron (2015), onde é visto recuperando a Manopla do Infinito afirmando que buscará as jóias por si mesmo.
- Em Vingadores: Guerra Infinita (2018),[7] Thanos efetua sua busca pelas Jóias do Infinito para modelar a realidade à sua vontade, em meio a isso, ele entra em uma guerra com os Vingadores pelo destino do universo,conseguindo no final realizar seu objetivo de eliminar metade da população do universo.
- Em Vingadores: Ultimato (2019), Thanos é encontrado pelos Vingadores em um planeta-refúgio onde virou fazendeiro, e usou o poder das Joias do Infinito para destruir as mesmas e impedir que fossem usadas de novo. Irado, Thor o decapita. Cinco anos depois, com a ajuda do Homem-Formiga, os Vingadores descobrem um método para viagem no tempo e decidem retirar as Joias do passado para reverter a dizimação. Porém isso acaba por atrair a atenção do Thanos à época de Guardiões da Galáxia, que captura a Nebulosa que viajou no tempo, envia a versão fiel a ele para o futuro, e então envia todo seu exército logo após os Vingadores ressuscitarem a vida anteriormente destruída. Thanos então decide que irá destruir todo o universo para evitar tal resistência, e entra em conflito com os Vingadores tentando pegar a Manopla do Infinito para isso. Thanos só é finalmente detido quando o Homem de Ferro põe as Joias em sua própria luva e usa o poder para destruir todo o exército invasor, ao custo de sua própria vida.

### Videogames
- Thanos aparece em Marvel Super Heroes da Capcom e War of the Gems, é um personagem jogável em Marvel vs Capcom 2: New Age of Heroes, Marvel Super Hero Squad: The Infinity Gauntlet e Marvel vs. Capcom: Infinite.
- Thanos tem uma pequena aparição em Marvel: Ultimate Alliance.
- Thanos também aparece em Marvel: Avengers Alliance. Ele é destaque na 13ª missão "Spec-Ops".
- Thanos aparece como um personagem jogável em Lego Marvel Super Heroes, Lego Marvel Super Heroes 2, Marvel Puzzle Quest, e Marvel Strike Force.
- Thanos tem uma aparição no 2º e 3º capítulo de Marvel Contest of Champions, e fica disponível para recrutadores que completam o labirinto das lendas.
- Thanos é o principal antagonista dos jogos Guardians of the Galaxy: The Telltale Series e Marvel Ultimate Alliance 3: The Black Order.

### Brinquedos
- Toy Biz, Diamond Select Toys, Bowen Designs, Eaglemoss e Sideshow lançaram mini-bustos, figuras de ação e estátuas do personagem.
- Thanos está incluído como uma figura colecionável do jogo de tabuleiro "Heroscape" destaque no conjunto de crossovers da Marvel.
- Existem cinco figuras de Thanos para o jogo de miniaturas "Heroclix" (Desafio do Infinito, Supernova, Guarda Galáctica e Manopla do Infinito Edição Limitada).
- A Hasbro produziu vários  produtos baseados em Thanos em várias de suas linhas.